# 大包

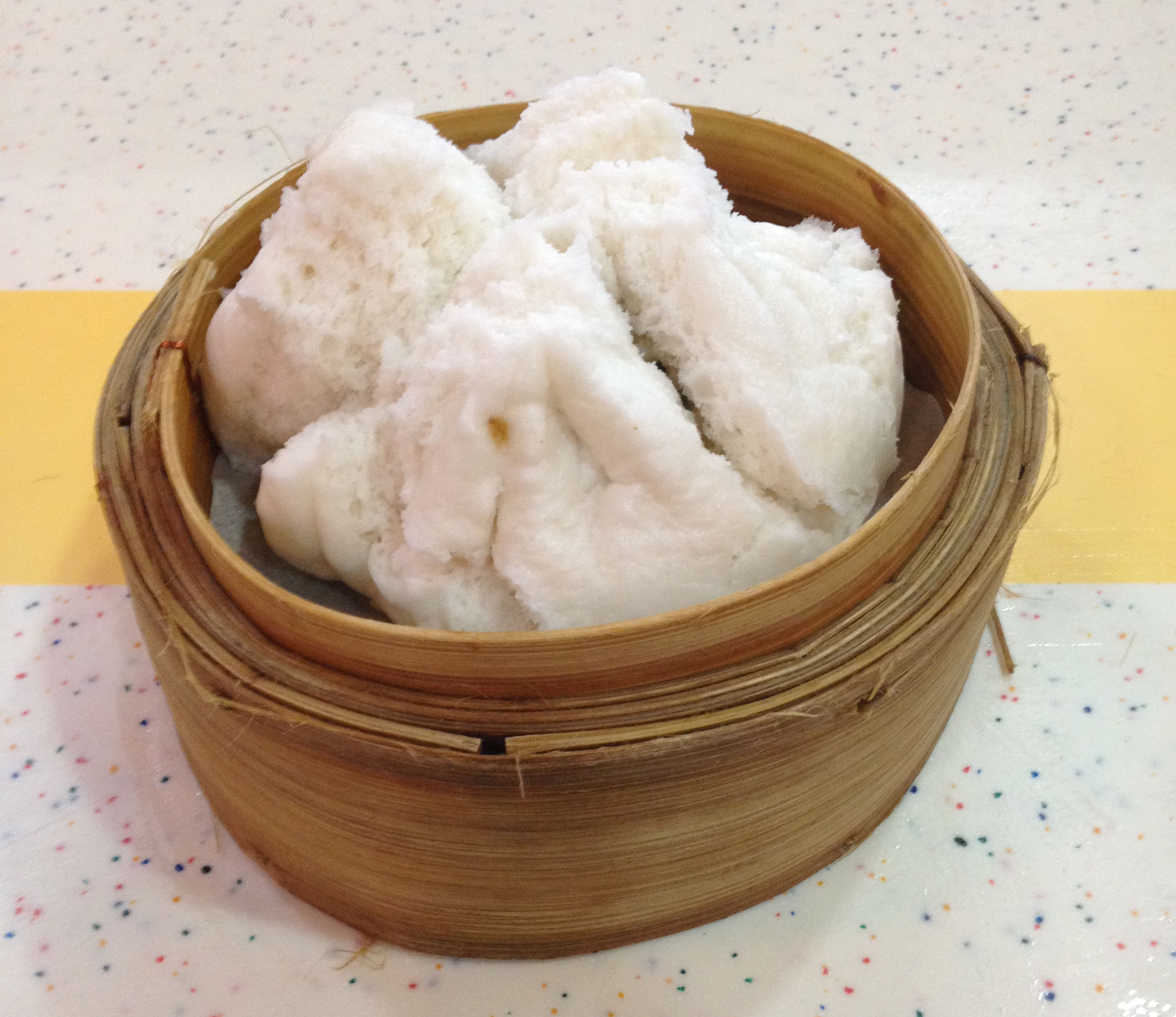
大包

大包全稱雞球大包，是點心的一種。用普通的澄麵作皮，以豬肉、鮮筍或沙葛、括雞肉、菜碎等，將釀好餡料的大包蒸製而成。其中，三星大包的餡料包括鹹蛋、冬菇和豬肉。大包貌似菜肉包，但造型較大，約為3個叉燒包大小。
大包源自廣州的茶樓提供的點心之一。部份茶樓負責人體恤草根階層，設計體積大、餡料多，但價格便宜的大包。茶樓通常對大包的規格、質量、定價經過精心計算，以免賠本做生意。「賣大包」一詞亦因而成為廣東流行語，意思是以廉價招徠。一般賣大包有兩種做法：
- 按成本出售、不賺錢。
- 以賠上茶價收益出售。

有些茶樓為此限制賣大包的數量，例如每天茶市限賣一次，有些兩次，或者限每位茶客可以買一個大包。儘管大包「超值好食」，但以往茶客均守規矩，一般不會離座搶包。
漸漸因為茶樓文化（飲茶）由廣州傳至香港，在二次世界大戰以前香港的茶樓都有售賣大包。及後香港經濟發展，茶客要求點心的種類更多樣、更精緻，對大包的喜愛程度漸漸減少，加上大包的製作成本較高、工序較多，新式茶樓漸漸沒有大包出售。香港一般只有懷舊茶樓，譬如得如茶樓才有大包出售。現代的則有赤柱酒家。
在越南，大包直到現時仍然流行，餡料多用豬肉、沙葛、鹌鹑蛋、臘腸等等做成，越南話叫。